# Cangas
Cangas, znany także jako Cangas do Morrazo – gmina w Hiszpanii, w prowincji Pontevedra, w Galicji, o powierzchni 38,08 km². W 2011 roku gmina liczyła 26 087 mieszkańców.